# Monodelphis
Monodelphis es un género de marsupiales didelfimorfos de la familia Didelphidae conocidos vulgarmente como colicortos. Es el género más grande de Didelphidae con 20 especies.
Son zarigüeyas de pequeño tamaño, pero con grandes similitudes morfológicas, como es regla general en todos los didelfimorfos; no obstante, su estudio, a excepción del colicorto gris o doméstico (Monodelphis domestica), está poco avanzado.

## Zoogeografía
Todas las especies de este género tienen preferencia por los terrenos arbolados y húmedos, ocupando la práctica totalidad de las selvas de América del Sur, desde Panamá hasta el norte y noreste de Argentina. Sólo el colicorto meridional (Monodelphis dimidiata) parece tener cierta predilección por los pastizales y campos abiertos, pero también de elevada humedad.

## Características
De tamaño algo mayor al de un ratón común (Mus sp.) (hasta quince gramos los machos y diez las hembras), se diferencian por poseer una cabeza mucho más cónica y la cola dotada de capacidad prensil.
El color del pelo varía mucho entre las distintas especies, pero puede generalizarse que hay un grupo de ellas que suelen presentar coloraciones pardo rojizas en las regiones dorsales y grisáceas en las ventrales, con bandas y líneas oscuras sobre el dorso; otro en el que los ejemplares suelen ser castaño oscuro sobre el dorso y cabeza, y crema en cuello, pecho y vientre; un tercero con una bien delimitada línea de color gris que recorre toda la línea media dorsal desde la nariz a la grupa, destacando sobre la capa rojiza de ambos flancos. Las zonas ventrales de este grupo de especies, suelen estar cubiertas de pelo gris claro; y, por último, un cuarto grupo en el que se incluye el colicorto andino (Monodelphis adusta) de color pardo oscuro, salvo en las regiones ventrales, también grisáceas.
Deben su nombre vernáculo al hecho de que, al contrario que en la mayor parte de los didelfimorfos, la cola, de hasta ocho centímetros, no alcanza la mitad de la longitud del cuerpo que puede llegar a medir hasta veinte en machos de relativo gran tamaño. En todas las especies está cubierta de pelo muy ralo, salvo en unos pocos milímetros próximos a la base, donde se encuentra completamente cubierta por pelo corto, denso y suave, similar a la generalidad de la capa del ejemplar.
El marsupio no está completamente desarrollado. Las mamas se disponen en círculo en el vientre, en número entre 8 y 14 según la especie.

## Dieta
Son especies omnívoras que incluyen en su dieta pequeños roedores y otros vertebrados, artrópodos como escorpiones para cuya caza algunas especies están especialmente adaptadas, huevos, carroña, frutas, semillas y otros muchos alimentos de origen vegetal. Algunas de las especies son mayoritariamente insectívoras, no demostrando la misma efectividad cazadora que se evidencia en las otras.

## Reproducción
Aparte de los datos proporcionados por los ejemplares de Monodelphis domestica criados en cautividad, se dispone de pocos estudios hechos sobre la fisiología reproductiva de estos animales.
Después de algo menos de dos semanas de gestación, estos animales suelen parir camadas de entre cinco y catorce individuos, aunque se han llegado a contabilizar dieciséis en ejemplares de Monodelphis dimidiata.
Esta especie tiene la particularidad de parir una sola vez en su vida, normalmente en los meses de verano en el hemisferio austral, al contrario que Monodelphis domestica en la cual se han contabilizado hasta cinco partos anuales en ejemplares en cautividad, llegando a ser sexualmente activos hasta después de los treinta y nueve meses en el caso de los machos y de los veintiocho en el de las hembras.
Los jóvenes se independizan alrededor de los tres o cuatro meses de edad, aunque no son maduros sexualmente hasta alcanzar los cuatro o cinco.

## Comportamiento
El estudio del comportamiento en libertad de los colicortos es muy difícil ya que se trata de animales de pequeño tamaño, extremadamente huidizos, de hábitos nocturnos y habitantes de densas junglas tropicales.
Las extremidades están, como en otros didelfimorfos, bien adaptadas para la vida arborícola, aunque han sido encontrados frecuentemente sobre el suelo. De hecho, gran parte de las capturas y visualizaciones del colicorto patirrojo (Monodelphis brevicaudata) han tenido lugar en áreas abiertas.
Son animales solitarios que no toleran la presencia de otros congéneres salvo en época de celo, produciéndose numerosos enfrentamientos entre adultos que normalmente no llegan a convertirse en grandes conflictos.
Son básicamente nocturnos, si bien ciertas especies muestran cierta tendencia a la actividad diurna, como Monodelphis dimidiata, particularmente activa antes de la puesta de sol.

## Estado de conservación
Con excepción de los ejemplares de Monodelphis domestica, especie muy extendida como mascota en los países del sur de América, por regla general no son bien conocidas dada la dificultad que entraña su estudio debido a los hábitos nocturnos y el hábitat impenetrable en el que habitan la mayoría de ellas. Son especies raras, pero el estado de conservación real de la mayor parte de ellas no se conoce con exactitud.

## Especies del género

### Monodelphis adusta
- Autor: Thomas, 1897
- Nombres vernáculos en español: 
  - Colicorto andino
- Sinonimia:
  - Monodelphis melanops - (Goldman, 1912)
  - Monodelphis peruvianus - (Osgood, 1913)
- Subespecies:
- Distribución geográfica: desde el suroeste de  Panamá y el oeste de  Venezuela, por el centro de  Colombia,  Ecuador y  Perú hasta el oeste de  Bolivia.
- Estado de conservación: Menos preocupante (LR/lc)
- Particularidades:

### Monodelphis americana
- Autor: Müller, 1776
- Nombres vernáculos en español: 
  - Colicorto brasileño
  - Colicorto de Azara
- Sinonimia:
  - Monodelphis brasiliensis (Erxleben, 1777)
  - Monodelphis brasiliensis (Daudin in Lacépède, 1802)
  - Monodelphis trilineata (Lund, 1840)
  - Monodelphis tristriata (Olfers, 1818)
- Subespecies:
- Distribución geográfica: centro de la mitad meridional y franja costera de  Brasil.
- Estado de conservación: Casi amenazada (LR/nt)
- Particularidades:

### Monodelphis arlindoi
- Autor: Pavan, Rossi & Schneider, 2012[1]
- Distribución geográfica:

### Monodelphis brevicaudata
- Autor: Erxleben, 1777
- Nombres vernáculos en español: 
  - Colicorto patirrojo
- Sinonimia:
  - Monodelphis brachyuros - (Schreber, 1777)
  - Monodelphis dorsalis - (J.A. Allen, 1904)
  - Monodelphis hunteri - (Waterhouse, 1841)
  - Monodelphis orinoci - (Thomas, 1899)
  - Monodelphis sebae - (Gray, 1827)
  - Monodelphis surinamensis - (Zimmermann, 1780)
  - Monodelphis touan - (Bechstein, 1800)
  - Monodelphis touan - (Shaw, 1800)
  - Monodelphis touan - (Daudin in Lacépède, 1802)
  - Monodelphis tricolor - (E. Geoffroy, 1803)
- Subespecies:
- Distribución geográfica: desde  Venezuela,  Guyana,  Surinam y  Guayana Francesa hasta el norte de  Brasil. También en el norte de  Bolivia.
- Estado de conservación: Casi amenazada (LR/nt).
- Particularidades:

### Monodelphis dimidiata
- Autor: Wagner, 1847
- Nombres vernáculos en español: 
  - Colicorto meridional
- Sinonimia:
  - Monodelphis fosteri - Thomas, 1924
- Subespecies:
- Distribución geográfica:  Uruguay, sureste de  Brasil y noreste de  Argentina.
- Estado de conservación: Casi amenazada (LR/nt)
- Particularidades:

### Monodelphis domestica
- Autor: Wagner, 1842
- Nombres vernáculos en español: 
  - Colicorto doméstico
  - Colicorto gris
- Sinonimia:
  - Monodelphis concolor - Gervais, 1856
- Subespecies:
- Distribución geográfica: centro, sur y este de  Brasil, este de  Bolivia,  Paraguay y norte de  Argentina. Su adopción como mascota está extendiendo esta especie por numerosos países americanos.
- Estado de conservación: Menos preocupante (LR/lc)
- Particularidades:

### Monodelphis emiliae
- Autor: Thomas, 1912
- Nombres vernáculos en español: 
  - Colicorto de Emilia
- Sinonimia:
- Subespecies:
- Distribución geográfica: Cuenca amazónica de  Brasil, noreste de  Perú y norte de  Bolivia.
- Estado de conservación: Vulnerable (VU)
- Particularidades:

### Monodelphis gardneri
- Autor: Solari et al., 2012[2]
- Distribución geográfica: Andes del centro de  Perú

### Monodelphis glirina
- Autor: Wagner, 1842
- Nombres vernáculos en español: 
  - Colicorto de flancos rojos
- Sinonimia:
- Subespecies:
- Distribución geográfica: centro de  Brasil y norte de  Bolivia
- Estado de conservación: No clasificada
- Particularidades:

### Monodelphis iheringi
- Autor: Thomas, 1888
- Nombres vernáculos en español: 
  - Colicorto de Ihering
- Sinonimia:
- Subespecies:
- Distribución geográfica: cuadrante suroreintal de  Brasil.
- Estado de conservación: Casi amenazada (LR/nt)
- Particularidades:

### Monodelphis kunsi
- Autor: Pine, 1975
- Nombres vernáculos en español: 
  - Colicorto pigmeo
- Sinonimia:
- Subespecies:
- Distribución geográfica: centro de  Bolivia y  Brasil.
- Estado de conservación: Amenazada (EN)
- Particularidades:

### Monodelphis maraxina
- Autor: Thomas, 1923
- Nombres vernáculos en español: 
  - Colicorto de Marajó
- Sinonimia:
- Subespecies:
- Distribución geográfica: Isla Marajó en el noreste de  Brasil.
- Estado de conservación: Vulnerable (VU)
- Particularidades:

### Monodelphis osgoodi
- Autor: Doutt, 1938
- Nombres vernáculos en español: 
  - Colicorto de Osgood
- Sinonimia:
- Subespecies:
- Distribución geográfica: sur de  Perú y oeste de  Bolivia.
- Estado de conservación: Vulnerable (VU)
- Particularidades:

### Monodelphis palliolata
- Autor: Osgood, 1914
- Nombres vernáculos en español: 
  - Colicorto de flancos rojos encapuchado
- Sinonimia:
- Subespecies:
- Distribución geográfica: noreste de  Colombia y oeste de  Venezuela.
- Estado de conservación: No clasificada
- Particularidades:

### Monodelphis reigi
- Autor: Lew y Pérez-Hernández, 2004
- Nombres vernáculos en español: Colicorto de Reig
- Sinonimia:
- Subespecies:
- Distribución geográfica:
- Estado de conservación: No clasificada
- Particularidades:

### Monodelphis ronaldi
- Autor: Solari, 2004
- Nombres vernáculos en español: Colicorto peruano
- Sinonimia:
- Subespecies:
- Distribución geográfica: Área limitada del centro de  Perú.
- Estado de conservación: No clasificada
- Particularidades:

### Monodelphis rubida
- Autor: Thomas, 1899
- Nombres vernáculos en español: 
  - Colicorto rayado castaño
- Sinonimia:
- Subespecies:
- Distribución geográfica: este central de  Brasil.
- Estado de conservación: Vulnerable (VU)
- Particularidades:

### Monodelphis sanctaerosae
- Autor: Voss, Pine & Solari, 2012[3]
- Distribución geográfica: este de  Bolivia

### Monodelphis scalops
- Autor: Thomas, 1888
- Nombres vernáculos en español: 
  - Colicorto narigudo
- Sinonimia:
- Subespecies:
- Distribución geográfica: centro y este de  Brasil,  Paraguay y norte de  Argentina.
- Estado de conservación: Vulnerable (VU)
- Particularidades:

### Monodelphis sorex
- Autor: Hensel, 1872
- Nombres vernáculos en español: Colicorto musaraña
- Sinonimia:
  - Monodelphis henseli - (Thomas, 1888)
  - Monodelphis itatiayae - (Miranda-Ribeiro, 1936)
  - Monodelphis lundi - (Matschie, 1916)
  - Monodelphis paulensis - (Vieira, 1950)
- Subespecies:
- Distribución geográfica: sur de  Brasil, sureste de  Paraguay y noreste de  Argentina.
- Estado de conservación: Vulnerable (VU)
- Particularidades:

### Monodelphis theresa
- Autor: Thomas, 1921
- Nombres vernáculos en español: 
  - Colicorto de Theresa
- Sinonimia:
- Subespecies:
- Distribución geográfica: este de  Brasil.
- Estado de conservación: Vulnerable (VU)
- Particularidades:

### Monodelphis umbristriata
- Autor: Miranda-Ribeiro, 1936
- Nombres vernáculos en español: 
  - Colicorto de tres rayas rojas
- Sinonimia:
  - Monodelphis goyana - (Miranda-Ribeiro, 1936)
- Subespecies:
- Distribución geográfica: Estados de Goiás y Minas Gerais en  Brasil.
- Estado de conservación: No clasificada
- Particularidades:

### Monodelphis unistriata
- Autor: Wagner, 1842
- Nombres vernáculos en español: 
  - Colicorto de una raya
- Sinonimia:
- Subespecies:
- Distribución geográfica: Estado de São Paulo en  Brasil y provincia de Misiones en  Argentina.
- Estado de conservación: Vulnerable (VU)
- Particularidades: